# Fernando Recio
Fernando Recio Comí (Barcellona, 17 dicembre 1982) è un ex calciatore spagnolo naturalizzato hongkonghese, di ruolo difensore.

## Carriera

### Club
Ha giocato nella prima divisione hongkonghese.

### Nazionale
Nel 2017, dopo aver ottenuto la cittadinanza hongkonghese, ha esordito con la nazionale asiatica, disputandovi 4 partite.

## Statistiche

### Cronologia presenze e reti in nazionale
| Cronologia completa delle presenze e delle reti in nazionale ― Hong Kong | Cronologia completa delle presenze e delle reti in nazionale ― Hong Kong | Cronologia completa delle presenze e delle reti in nazionale ― Hong Kong | Cronologia completa delle presenze e delle reti in nazionale ― Hong Kong | Cronologia completa delle presenze e delle reti in nazionale ― Hong Kong | Cronologia completa delle presenze e delle reti in nazionale ― Hong Kong | Cronologia completa delle presenze e delle reti in nazionale ― Hong Kong | Cronologia completa delle presenze e delle reti in nazionale ― Hong Kong |
| Data                                                                     | Città                                                                    | In casa                                                                  | Risultato                                                                | Ospiti                                                                   | Competizione                                                             | Reti                                                                     | Note                                                                     |
| ------------------------------------------------------------------------ | ------------------------------------------------------------------------ | ------------------------------------------------------------------------ | ------------------------------------------------------------------------ | ------------------------------------------------------------------------ | ------------------------------------------------------------------------ | ------------------------------------------------------------------------ | ------------------------------------------------------------------------ |
| 5-10-2017                                                                | Mong Kok                                                                 | Hong Kong                                                                | 4 – 0                                                                    | Laos                                                                     | Amichevole                                                               | -                                                                        | 46’                                                                      |
| 10-10-2017                                                               | Wan Chai                                                                 | Hong Kong                                                                | 2 – 0                                                                    | Malaysia                                                                 | Qual. Coppa d'Asia 2019                                                  | -                                                                        |                                                                          |
| 9-11-2017                                                                | Mong Kok                                                                 | Hong Kong                                                                | 0 – 2                                                                    | Bahrein                                                                  | Amichevole                                                               | -                                                                        |                                                                          |
| 14-11-2017                                                               | Wan Chai                                                                 | Hong Kong                                                                | 0 – 1                                                                    | Libano                                                                   | Qual. Coppa d'Asia 2019                                                  | -                                                                        | 87’                                                                      |
| Totale                                                                   |                                                                          | Presenze                                                                 | 4                                                                        |                                                                          | Reti                                                                     | 0                                                                        |                                                                          |

## Palmarès

### Club

#### Competizioni nazionali
- Hong Kong Premier League: 5

Kitchee: 2010-2011, 2011-2012, 2013-2014, 2014-2015, 2017-2018
- Hong Kong Football Association Cup: 1

Kitchee: 2011-2012
- Hong Kong League Cup: 3

Kitchee: 2011-2012, 2014-2015, 2015-2016
- Hong Kong Sapling Cup: 1

Kitchee: 2017-2018